# Banter
Banter (anglès The Last of Philip Banter) és una pel·lícula espanyola amb coproducció amb els Estats Units i Suïssa, dirigida per Hervé Hachuel sobre la base de un guió escrit per ell mateix amb Álvaro de la Huerta basat en una novel·la de John Franklin Bardin.

## Sinopsi
El representant a Espanya d'una important companyia estatunidenca, Philip Banter, enfonsat en l'alcohol i amb un matrimoni gairebé destruït, pateix al·lucinacions i pèrdua de memòria. Això ho aprofita el seu sogre per tal de fer-lo creure que s'està tornant boig. Quan un manuscrit que prediu horrors a la vida real s'apodera de la seva ment esdevé maníac paranoic.

## Repartiment
- Scott Paulin - Philip Banter
- Irene Miracle - Elizabeth Banter
- Tony Curtis - Charles Foster
- José Luis Gómez - Doctor Monasterio

## Premis
| Any  | Premi                   | Persona                | Resultat  |
| ---- | ----------------------- | ---------------------- | --------- |
| 1987 | Goya al millor muntatge | Enrique Biurrun Marcos | Guanyador |